# Mesvrin
Der Mesvrin ist ein Fluss in Frankreich, der im Département Saône-et-Loire in der Region Bourgogne-Franche-Comté verläuft. Er entspringt am Ostrand des Morvan-Massivs, westlich von Couches, entwässert generell Richtung West bis Nordwest und mündet nach rund 36 Kilometern bei Étang-sur-Arroux als linker Nebenfluss in den Arroux.

## Orte am Fluss
- Le Creusot
- Marmagne
- Saint-Symphorien-de-Marmagne
- Broye
- Mesvres
- Étang-sur-Arroux